# Labbeville
Labbeville és un municipi francès, situat al departament de Val-d'Oise i a la regió d'Illa de França. L'any 2007 tenia 526 habitants.
Forma part del cantó de Saint-Ouen-l'Aumône, del districte de Pontoise i de la Comunitat de comunes Sausseron Impressionnistes.

## Demografia

### Població
El 2007 la població de fet de Labbeville era de 526 persones. Hi havia 196 famílies, de les quals 44 eren unipersonals (22 homes vivint sols i 22 dones vivint soles), 63 parelles sense fills, 74 parelles amb fills i 15 famílies monoparentals amb fills.
La població ha evolucionat segons el següent gràfic:
Habitants censats

### Habitatges
El 2007 hi havia 217 habitatges, 195 eren l'habitatge principal de la família, 10 eren segones residències i 12 estaven desocupats. 177 eren cases i 37 eren apartaments. Dels 195 habitatges principals, 139 estaven ocupats pels seus propietaris, 46 estaven llogats i ocupats pels llogaters i 9 estaven cedits a títol gratuït; 5 tenien una cambra, 23 en tenien dues, 33 en tenien tres, 33 en tenien quatre i 100 en tenien cinc o més. 152 habitatges disposaven pel capbaix d'una plaça de pàrquing. A 81 habitatges hi havia un automòbil i a 110 n'hi havia dos o més.

### Piràmide de població
La piràmide de població per edats i sexe el 2009 era:
| Homes | Edats   | Dones |
| ----- | ------- | ----- |
| 0     | 95 o +  | 0     |
| 0     | 90 a 94 | 0     |
| 0     | 85 a 89 | 12    |
| 4     | 80 a 84 | 0     |
| 12    | 75 a 79 | 0     |
| 4     | 70 a 74 | 4     |
| 8     | 65 a 69 | 8     |
| 12    | 60 a 64 | 4     |
| 8     | 55 a 59 | 12    |
| 28    | 50 a 54 | 16    |
| 16    | 45 a 49 | 20    |
| 24    | 40 a 44 | 20    |
| 8     | 35 a 39 | 20    |
| 16    | 30 a 34 | 16    |
| 16    | 25 a 29 | 24    |
| 20    | 20 a 24 | 4     |
| 28    | 15 a 19 | 12    |
| 12    | 10 a 14 | 28    |
| 16    | 5 a 9   | 24    |
| 16    | 0 a 4   | 8     |

## Economia
El 2007 la població en edat de treballar era de 385 persones, 291 eren actives i 94 eren inactives. De les 291 persones actives 265 estaven ocupades (152 homes i 113 dones) i 26 estaven aturades (11 homes i 15 dones). De les 94 persones inactives 28 estaven jubilades, 42 estaven estudiant i 24 estaven classificades com a «altres inactius».

### Ingressos
El 2009 a Labbeville hi havia 200 unitats fiscals que integraven 541 persones, la mediana anual d'ingressos fiscals per persona era de 26.858 €.

### Activitats econòmiques
Dels 19 establiments que hi havia el 2007, 1 era d'una empresa extractiva, 4 d'empreses de construcció, 2 d'empreses de comerç i reparació d'automòbils, 2 d'empreses de transport, 3 d'empreses d'hostatgeria i restauració, 1 d'una empresa d'informació i comunicació, 1 d'una empresa immobiliària i 5 d'empreses de serveis.
Dels 5 establiments de servei als particulars que hi havia el 2009, 1 era un guixaire pintor, 1 fusteria, 1 empresa de construcció i 2 restaurants.
L'any 2000 a Labbeville hi havia 4 explotacions agrícoles que ocupaven un total de 488 hectàrees.

## Equipaments sanitaris i escolars
El 2009 hi havia una escola maternal.

## Poblacions més properes
El següent diagrama mostra les poblacions més properes.